# Parepare
Parepare is een havenstad in de provincie Zuid-Celebes (Sulawesi Selatan) op het eiland Celebes.
De stad bevindt zich aan de zuidwestkust van het eiland, ongeveer 155 km ten noorden van de provinciale hoofdstad Makassar.

## Kamp
Tijdens de Tweede Wereldoorlog waren er zeven Japanse burger-interneringskampen op Zuid-Celebes: vier voor mannen en jongens (Makassar, Parepare, Bodjo en Bolong) en drie kampen voor vrouwen en meisjes (Makassar, Malino en Kampili). Kamp Parapare lag aan de westkust, ongeveer 150 km ten Noorden van Makassar. Het kamp was in een militaire kazerne, die van 29 september 1942 tot 22 oktober 1944 voor dit doel werd gebruikt. De kampleiding bestond uit G J de Ceuninck van Capelle (stadspolitie), pastoor Schneiders en Ds A Bikker (1898-1977), die sinds 1928 als zendelingpredikant onder de Mamasa Toraja's werkte. Om het kamp was een hoge schutting. Onder de 650 kampbewoners waren ongeveer 200 ambtenaren, 200 missionarissen en 50 Britten en Amerikanen die op Christmas Island waren opgepakt nadat Japan het eiland had gebombardeerd. 
Op 19 en 21 oktober 1944 werd het kamp door Amerikaanse vliegtuigen gebombardeerd, waarbij resp. 5 en 8 doden vielen. Daarna werden de geïnterneerden overgebracht naar een ongeveer 8 km zuidelijker gelegen noodkamp aan de Bodjorivier. Ongeveer 25 geïnterneerden overleden daar ten gevolge van dysenterie. Op 3 mei 1945 werden de overlevenden naar Bolong gebracht. Daar woonden ze in huisjes van bamboe met daken van atap (palmbladeren). Ds Bikker had ook hier de leiding. Er overleden nog 25 mensen, zodat er op 23 augustus nog 587 mannen en jongens in leven waren.

## Geboren in Parepare
- Jusuf Habibie (1936-2019), president van Indonesië (1998-1999)